# 棘背魚亞目
棘背魚亞目為輻鰭魚綱棘背魚目的其中一個亞目，其下分4科：
- 裸玉筋魚科（Hypoptychidae）
- 管吻魚科（Aulorhynchidae）
- 棘背魚科（Gasterosteidae）
- 甲棘背魚科（Indostomidae）